# Ernest Armand Durand
Ernest Armand Durand (1872 - 1910) fue un botánico francés, que trabajó con la familia Asteraceae.
Karl Heinrich `Bipontinus' Schultz (1805-1867), poseyó la colección más completa de las compuestas de la época, y pasó a su hijo mayor, Carl Heinrich, un comerciante de vinos en Deidesheim. Él lo vendió a Ernest Saint-Charles Cosson (1819-1889) en París, que parece haberse mantenido intacta. En 1904, el nieto de Ernest Saint-Charles: Ernest Armand Durand, donó a cuenta de su abuelo todas las colecciones al Museo Nacional de Historia Natural de Francia en París, donde se integró en el Herbario General.

## Honores

### Epónimos
- (Asteraceae) Charadranaetes durandii (Klatt) Janovec & H.Rob.[2]
- (Asteraceae) Melampodium durandii M.E.Jones[3]
- (Asteraceae) Pseudogynoxys durandii (Klatt) B.L.Turner[4]